# Dekanat warszawsko-łódzki (Kościół Polskokatolicki)
Dekanat warszawsko-łódzki – dekanat diecezji warszawskiej Kościoła Polskokatolickiego w RP, obejmujący swoim zasięgiem cały obszar województwa łódzkiego, niemal cały obszar województwa mazowieckiego oraz niewielkie fragmenty województw: lubelskiego i małopolskiego. Siedziba dekanatu znajduje się w Świeciechowie Dużym.

## Parafie dekanatu warszawsko-łódzkiego
- parafia Bożego Ciała w Bolesławiu, proboszcz: ks. mgr Leszek Kołodziejczyk
- parafia misyjna Świętych Apostołów Piotra i Pawła w Konstancinie-Jeziornie, proboszcz: vacat
- parafia Świętej Rodziny w Łodzi, proboszcz: ks. Jacek Adam Zdrojewski
  - Nieistniejąca parafia Matki Bożej Nieustającej Pomocy w Łodzi
- parafia Matki Boskiej Wniebowziętej i Królowej Pokoju w Studziankach Pancernych, proboszcz: ks. bp mgr Henryk Dąbrowski
- parafia św. Jana Chrzciciela w Świeciechowie Dużym, proboszcz: ks. dziek. mgr Marcin Dębski
- parafia katedralna Świętego Ducha w Warszawie, proboszcz: ks. bp mgr Henryk Dąbrowski
  - kaplica Matki Bożej Nieustającej Pomocy w Warszawie
- parafia Miłosierdzia Bożego w Warszawie, proboszcz: ks. mgr Marian Madziar